# 長慶寺 (泉南市)

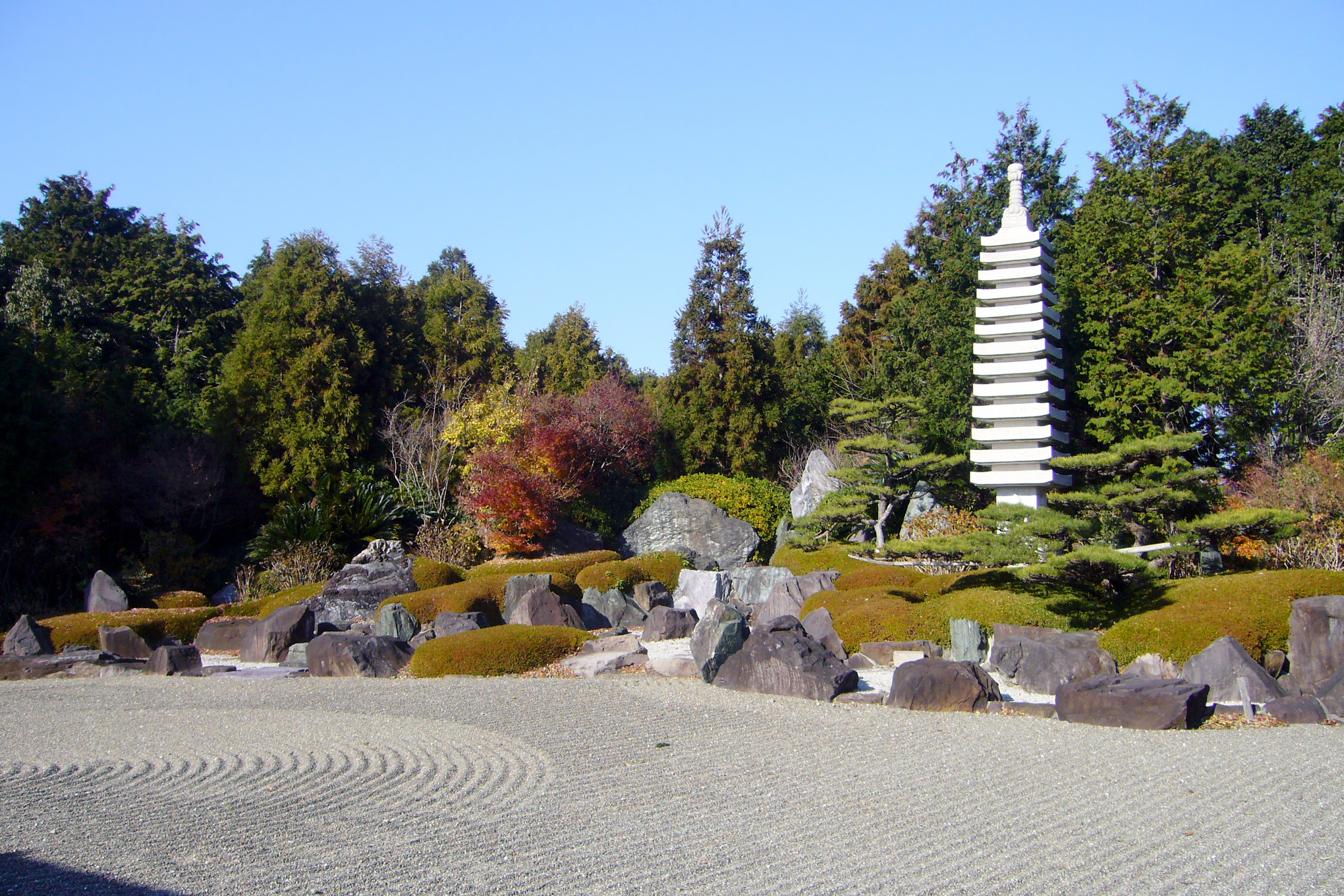
枯山水庭園

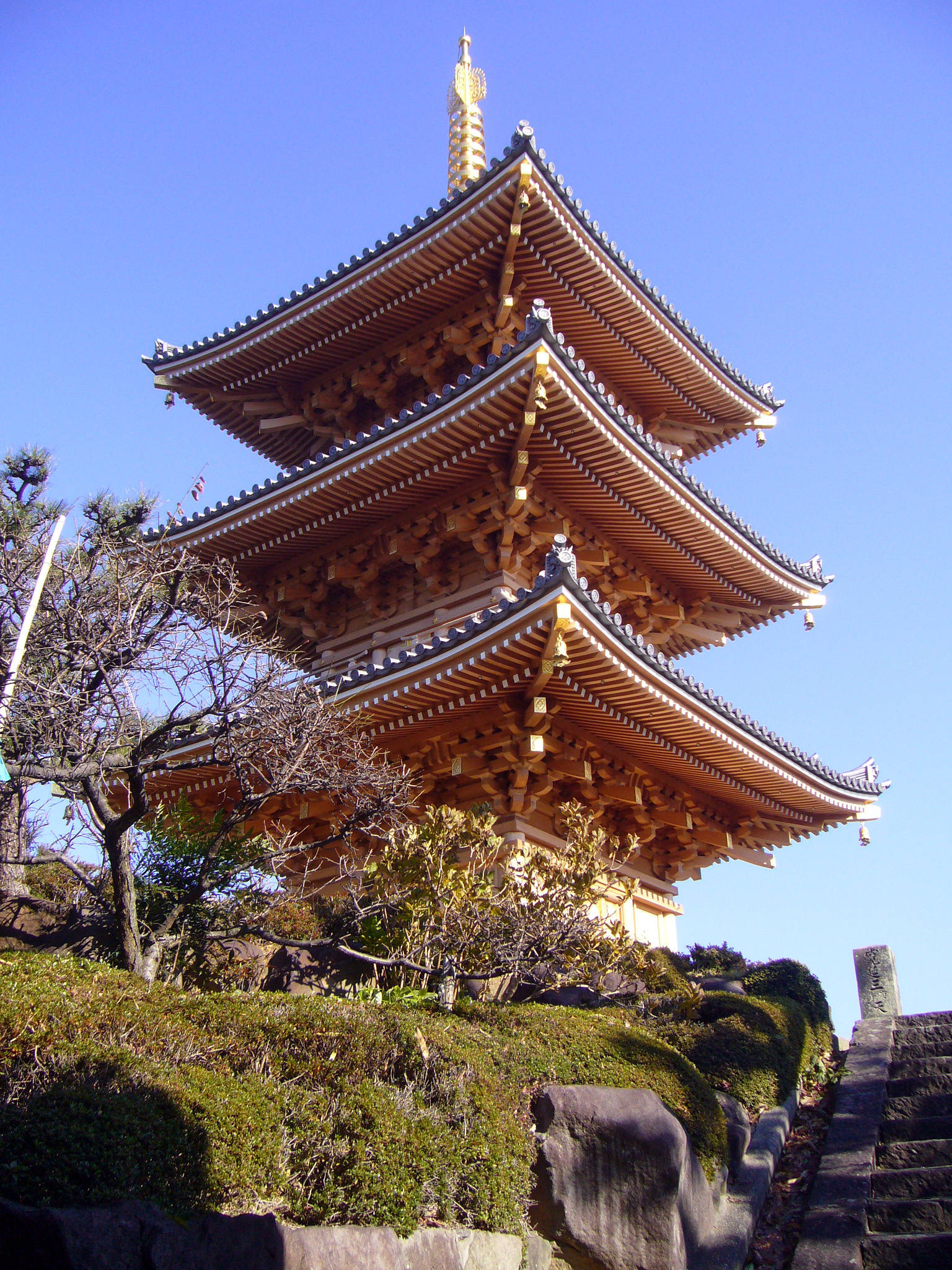
三宝塔

長慶寺（ちょうけいじ）は、大阪府泉南市にある真言宗泉涌寺派の寺院。山号は金泉山。本尊は如意輪観音。別名、あじさい寺とも呼ばれる。

## 概要
境内には多宝塔（開山堂）以外にも、三重塔と唐様裳階付三重塔があり、3つの塔がひしめき合っている。仁王門前の100段の石段脇に植えられたアジサイが見事で、近年はあじさい寺とも呼ばれている。毎朝6時からの勤行は参加自由で、毎月18日には地元の人々による観音講が催されているなど、開かれた寺院でもある。

## 歴史
長慶寺は、現寺地の北方にあった古代寺院・海会寺（かいえじ）の一院として開創されたという。長慶寺の寺伝によれば、海会寺は神亀元年（724年）、聖武天皇の勅願寺として行基によって創建され、永延2年（988年）に焼失し、長徳3年（997年）再興されたという。ただし、海会寺跡発掘調査の所見からは、この寺の創建は聖武天皇の時代よりまださかのぼった7世紀後半の創建と推定されている。「海会寺」の名は近世以降に見られるもので、当初の寺号は不明である。
天正5年（1577年）の織田信長、次いで天正13年（1585年）の羽柴秀吉による紀州攻めで全山焼失するが、奥之院の観音堂だけが類焼を免れた。その後慶長年間（1596年 - 1615年）に現在地へ観音堂を移築し諸堂を新築するなどの再興が豊臣秀頼によって行われた。現寺号は延宝8年（1680年）、先の本山であった仁和寺宮から与えられたものである。また、その寺号は再興した時の年号である「慶長」を逆さまにしたものという。近世には岸和田藩主岡部氏の祈願寺として栄えた。明治以降は寺勢は衰退し、観音堂と庫裏を残すのみであったが、現住職の尽力により現在の姿に整えられた。

## 境内
- 本堂
- 多宝塔（開山堂）
- 納骨堂
- 弘法大師像
- 持仏堂
- 閻魔堂
- 伏見宮博明王殿下お手植えの梅
- 三重塔「孔雀宝塔」 - 裳階付きの三重塔。
- 庭園 - 枯山水庭園。
- 三重塔「三宝塔」
- 鐘楼
- 庫裏
- 仁王門
- 十三重石塔
- 佛心殿長慶寺会館

## 前後の札所
和泉西国三十三箇所
27 吉祥園寺　-　28 長慶寺　-　29 金熊寺
南海沿線七福神（福禄寿）
ぼけよけ二十四地蔵尊霊場
22 禅寂寺　-　23 長慶寺　-　24 宝樹寺

## 交通
- 阪和線（JR西日本）和泉砂川駅 徒歩25分
- 阪和線新家駅からコミュニティバス北回り 「市場青年会場前」下車　徒歩10分

## 周辺情報
- 海会寺跡
- 古代史博物館
- 林昌寺
- 往生院
- 一岡神社
- 岡中鎮守社
- 樫井古戦場跡
- 厩戸王子跡
- 市場稲荷神社